# Agriturismo

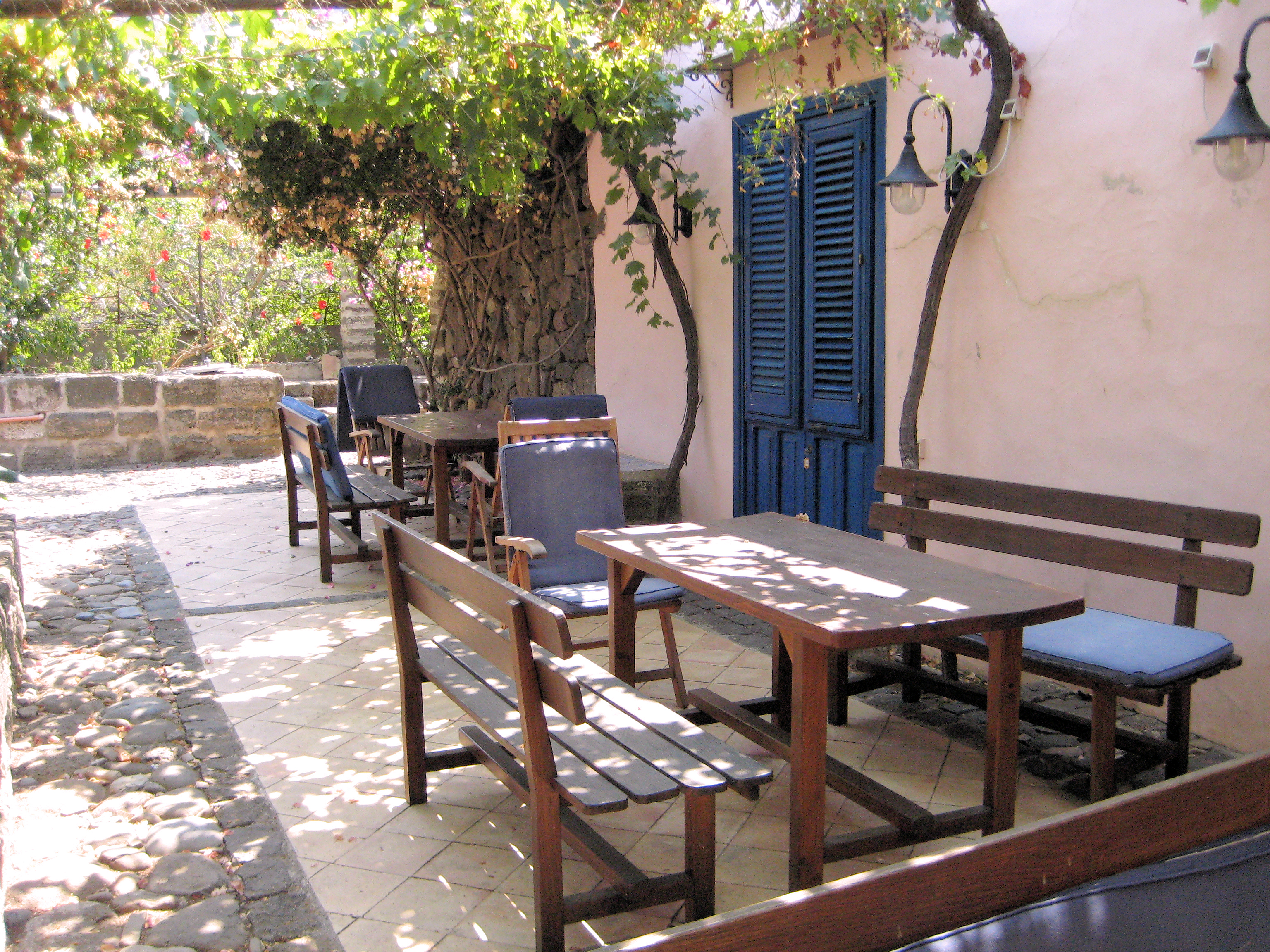
Sfeerimpressie van agriturismo op Sicilië

Agriturismo is de benaming voor een boerenbedrijf in Italië dat primair wordt gebruikt voor agricultuur en secundair voor toerisme.

## Betekenis
Het woord agriturismo is samengesteld uit de twee Italiaanse woorden agriculture (agricultuur) en turismo (toerisme) en is bij Italiaanse wet gedefinieerd sinds 1985. Tot die tijd hadden steeds meer Italiaanse boeren het financieel moeilijk waardoor veel boeren werden gedwongen om ander werk te zoeken. Dit ging ten koste van de Italiaanse cultuur waarbij veel waarde wordt gehecht aan de productie van voeding op kleine schaal. Deze nieuwe vorm van plattelandstoerisme is voor de Italiaanse boeren een belangrijke bron van neveninkomsten en hierdoor kan de boer zijn boerenbedrijf aanhouden.

## Kenmerken
Agriturismo is in vele vormen beschikbaar. Bij de kleine eenvoudige agriturismi is bijvoorbeeld enkel een slaapkamer beschikbaar voor toeristen, terwijl de toeristen 's avonds bij de eigenaren aan tafel kunnen mee-eten. Er zijn ook zeer luxe agriturismi waarbij de toeristen een eigen huis op het boerenbedrijf ter beschikking krijgen, vaak compleet met eigen zwembad en airconditioning, waarbij 's avonds à la carte kan worden gedineerd. In de keuken worden veelal ingrediënten gebruikt van eigen land. Hierbij kan bijvoorbeeld worden gedacht aan fruit, wijn, graan, olijfolie en groente. Bij sommige agriturismi is het voor de toeristen mogelijk om te helpen met de productie op het boerenbedrijf.